# Relativistische Thermodynamik
Relativistische Thermodynamik ist ein Teilgebiet der Physik, das im Gegensatz zur klassischen Thermodynamik  die spezielle und die Allgemeine Relativitätstheorie in die Definition der Zustandsgrößen miteinbezieht. Dementsprechend kann die Relativistische Thermodynamik weiter unterteilt werden in Spezielle Relativistische Thermodynamik und Allgemeine Relativistische Thermodynamik.
Einsatzgebiete der speziell relativistischen Thermodynamik sind z. B. relativistische Gase, also Gase, in denen sich die Teilchen fast mit Lichtgeschwindigkeit bewegen, so dass die Effekte der speziellen Relativitätstheorie nicht mehr zu vernachlässigen sind (Beispiel: Photonengas).
Anwendungsgebiete der allgemein relativistischen Thermodynamik sind z. B. Schwarze Löcher oder auch das Gesamt-Universum selbst. Bedeutende Beiträge auf diesem Gebiet lieferte unter anderen der Physiker Stephen Hawking.
Die speziell-relativistische Thermodynamik wurde schon 1908 von Max Planck behandelt (und auch um dieselbe Zeit von Einstein selbst und Friedrich Hasenöhrl). Die von ihm gefundene Transformationsformel für Temperatur und Wärme wurde später kritisiert (Heinrich Ott 1963, Danilo Blanuša), und das Thema blieb auch später umstritten.
Ein klassisches Werk zur relativistischen Thermodynamik stammt von Richard C. Tolman aus den 1930er Jahren.